# Control (álbum de Janet Jackson)
Control é o terceiro álbum de estúdio de Janet Jackson, lançado em 1986. Este álbum está na lista dos 200 álbuns definitivos no Rock and Roll Hall of Fame
Foi lançado em 6 de Fevereiro de 1986, pelo selo A&M Records. Depois das baixas críticas e sucesso comercial de seus álbuns anteriores, Janet Jackson e Dream Street (álbum), Janet decide se separar do pai e produtor Joseph Jackson, e do resto da família Jackson. Com isso, Control é um disco concebido no senso de independência de Janet. Como o próprio nome sugere, ela finalmente tem o controle de si mesma. O álbum foi um grande sucesso, tendo cinco de seus sete singles no Top 5 da Billboard Hot 100. 
Seus singles foram "What Have You Done for Me Lately", "Nasty", "When I Think of You", "Control",  "Let's Wait Awhile", "The Pleasure Principle" e "Funny How Time Flies (When You're Having Fun)".Control vendeu 14,7 milhões de cópias mundialmente.

## Faixas
| N.º | Título                                          | Compositor(es)                                                  | Produtor(es)               | Duração |  |
| 1.  | "Control"                                       | James Samuel "Jimmy Jam" Harris III, Terry Lewis, Janet Jackson | Harris, Lewis, Jackson     | 5:53    |  |
| 2.  | "Nasty"                                         | Harris, Lewis, Jackson                                          | Harris, Lewis, Jackson     | 4:03    |  |
| 3.  | "What Have You Done for Me Lately"              | Harris, Lewis, Jackson                                          | Harris, Lewis, Jackson     | 4:59    |  |
| 4.  | "You Can Be Mine"                               | Harris, Lewis, Jackson                                          | Harris, Lewis, Jackson     | 5:16    |  |
| 5.  | "The Pleasure Principle"                        | Monte Moir                                                      | Moir, Jackson, Steve Wiese | 4:58    |  |
| 6.  | "When I Think of You"                           | Harris, Lewis, Jackson                                          | Harris, Lewis, Jackson     | 3:57    |  |
| 7.  | "He Doesn't Know I'm Alive"                     | Spencer Bernard                                                 | Harris, Lewis, Jackson     | 3:30    |  |
| 8.  | "Let's Wait Awhile"                             | Harris, Lewis, Jackson, Melanie Andrews                         |                            | 4:37    |  |
| 9.  | "Funny How Time Flies (When You're Having Fun)" | Harris, Lewis, Jackson                                          | Harris, Lewis              | 4:29    |  |